# Crackovia (Telemadrid)
Crackovia es la versión en castellano realizada por Telemadrid del programa satírico deportivo homónimo emitido originalmente en TV3. 

## Historia
Debido al éxito de este programa, Telemadrid adquirió los derechos para crear una versión con nuevos personajes y parodias centradas sobre todo en los equipos madrileños y el F. C. Barcelona. Esta versión comenzó a emitirse el 30 de agosto de 2010, tras el comienzo de la Liga 2010/2011, y se emitía semanalmente tras la disputa de cada jornada. 
El 15 de noviembre de 2010 se emitió el último capítulo hasta la fecha, tras el cual desaparece de la parrilla repentinamente. Oficialmente aún no ha sido cancelado por Telemadrid, pero tampoco hay noticias de su vuelta a la programación, al menos en su formato semanal.
El 2011 la página dejó de existir
Este programa también se emitía por los canales autonómicos CyL7, Castilla-La Mancha TV y Aragón TV. En Aragón TV la versión de Telemadrid era acompañada por una versión propia denominada «Y en el Fondo Norte de Crackovia» (producida por Lobomedia), pero a partir del 28 de noviembre sólo se mantuvo la versión propia, cambiando el nombre por «Y en el Fondo Norte».

## Personajes imitados y sus imitadores

### Real Madrid C. F.
- Iker Casillas - Alan Lillo
- Cristiano Ronaldo - Luis Yagüe
- Sergio Ramos - Chema Trueba
- José Mourinho - David Cervelló
- Ángel Di María - Tony Melero
- Gonzalo Higuaín - Raúl García
- Mesut Özil - Pepe Macías
- Kaká - Pepe Macías
- Florentino Pérez - Ángel Soler
- Emilio Butragueño - Miguel Ángel Álvarez

### Atlético de Madrid
- Quique Sánchez Flores - Dani Delacámara
- David de Gea - Tony Melero
- Diego Forlán - Chema Trueba
- Sergio Agüero - Alan Lillo
- Tomáš Ujfaluši - Pepe Macías
- José Antonio Reyes - Luis Yagüe
- Enrique Cerezo - Raúl García

### F. C. Barcelona
- Pep Guardiola - Alan Lillo
- Lionel Messi - Chema Trueba
- Gerard Piqué - Luis Yagüe
- David Villa - Chema Trueba
- Andrés Iniesta - Raúl García
- Carles Puyol - David Cervelló
- Sandro Rosell - David Cervelló

### Getafe C.F.
- Míchel González - Dani Delacámara

### Otros
- Sara Carbonero - Isabel Núñez
- Pepe Reina - Chema Trueba
- Pau Gasol - Pepe Macías
- José Antonio Camacho - Raúl García
- Guti - Tony Melero
- Raúl - Alan Lillo
- Fernando Alonso - Chema Trueba